# Marvel Super Hero Squad: The Infinity Gauntlet
Marvel Super Hero Squad: Il guanto dell' Infinito è un videogioco del 2010, seguito di Marvel Super Hero Squad. Come per il precedente gioco, i protagonisti sono i personaggi della Marvel Comics in versione cartoon.

## Modalità di gioco
Il gioco è suddiviso in 3 modalità di gioco.
- Modalità Storia(originariamente chiamato: Adventure Mode): questa modalità permette di giocare solo con una selezione limitata di eroi a disposizione del giocatore.
- Modalità Avventura (originariamente chiamato: modalità Challenge / Play-Op Co): questa modalità permette fino a 4 giocatori di giocare insieme con una scelta di 30 diversi supereroi e supercriminali.
- Modalità Gioco Libero (originariamente chiamato: Battle Mode o Freeplay Mode): questa modalità permette al giocatore di tornare a qualsiasi livello e ripeterlo con qualunque personaggio giocabile.

### Novità
- Superpotenze Go!

Smash, bash e distruggere oggetti, nemici e tutto il resto nel tuo percorso per il completamento di missioni multiple in tre modalità di gioco.
- Nuovi ambienti!

Combatti i nemici a Super Hero City, sul Monte Olimpo e in altri ambienti della serie animata.
- Raccogli oggetti rari Marvel!

Afferra i tuoi amici in gioco co-op per raccogliere oggetti rari e pezzi unici per sbloccare costumi, livelli e la modalità Avventura.
- Ascolta Co-Op!

Nella modalità Avventura forma la squadra che vuoi per giocare con altri tre amici e scegliere tra i 30 eroi e cattivi dell'Universo Marvel.
- Talenti Eroe!

Completa gli obiettivi chiave del gioco per sbloccare ulteriori livelli e costumi.

## Trama
Il Dottor Destino e la sua Lethal Legion stanno cercando le "Gemme dell'Infinito", che attiveranno l'Infinity Gauntlet, dando loro il potere di governare il mondo. Anche Thanos le sta cercando. La Super Hero Squad deve correre contro la Lethal Legion e Thanos al fine di salvare l'umanità.

## Personaggi
| Super Hero Squad              | Lethal Legion  | Altri personaggi |
| ----------------------------- | -------------- | ---------------- |
| Donna invisibile              | Dottor Destino | Hercules         |
| Falcon                        | Loki           | Galactus         |
| Hulk                          | Incantatrice   | Dark Surfer      |
| Iron Man                      | Super-Skrull   |                  |
| Nova                          | Thanos         |                  |
| Reptil                        | Abominio       |                  |
| Quicksilver                   | Modok          |                  |
| Scarlet Witch                 | Magneto        |                  |
| Silver Surfer (non giocabile) |                |                  |
| Spider-man                    |                |                  |
| She-Hulk                      |                |                  |
| Vedova nera                   |                |                  |
| Wolverine                     |                |                  |

## Curiosità
In origine dovevano essere presenti nel gioco anche Bucky e Teschio rosso, introducendo così anche la saga di Capitan America, poi rimossi probabilmente per la mancanza come personaggio giocabile di quest'ultimo.